# 马太福音第6章
《马太福音》第6章是《新约圣经·马太福音》的第六章。

## 内容与分段
在马太福音6章，继续记载耶稣的“登山宝训”，或天国宪法。
在马太福音6章1～18节，耶稣提到关于国度子民的义行。
首先提到的一种义行是施舍，不可行在人面前，要寻求人的称赞，得人的荣耀，甚至“不要让左手知道右手所作的”，只可行在暗中，如此才能得到神的赏赐。
第二种提到的义行是祷告，也不可想要得人的称赞，而要进密室祷告在隐密中的父，不应当重复的说空洞的话，随后在9~13节示范了一个祷告的榜样：“我们在诸天之上的父，愿你的名被尊为圣，愿你的国来临，愿你的旨意行在地上，如同行在天上。我们日用的食物，今日赐给我们；免我们的债，如同我们免了欠我们债的人；不叫我们陷入试诱，救我们脱离那恶者。因为国度、能力、荣耀，都是你的，直到永远。阿们。”
第三种提到的义行是禁食，禁食时仍要洗脸油头，不让人看出在禁食，只叫在隐密中的父看见。
在马太福音6章13～16节，耶稣说到国度子民的理财。首先是不要为自己积蓄财宝在地上，因为“地上有虫蛀、锈蚀，也有贼挖洞偷窃”，而要为自己积蓄财宝在天上，根据圣经其他地方的解释，应该是指将财物分给穷人、照顾缺乏的信徒等，这又不仅是为了帮助人，而是因为“你的财宝在那里，你的心也必在那里”、“不能事奉神，又事奉玛门”。又说人不需要为饮食和穿着忧虑，因为有天父顾念人物质的需要，但是人应该先寻求神的国和神的义。 

## 相关研究

### 主祷文
在马太福音6章9-13节耶稣示范的祷告，或被许多基督徒称为的主祷文中，头三项的祈求与神有关：“愿你的名被尊为圣，愿你的国来临，愿你的旨意行在地上，如同行在天上”。也有解经家认为分别与父、子、灵有关。这含示信徒不可使耶稣的名成为凡俗，必须为国度的来临祷告，以及使神的旨意完全得到恢复祷告。后半部分的祷告应用在信徒的需要方面，包括赐给日用的食物；信徒的罪得到赦免；以及不被陷入撒旦的试诱。13节说到信徒在祷告时，要认识到神的国度、能力和荣耀，因为国度就是神在其中掌权，并使其荣耀得以彰显的范围：“因为国度、能力、荣耀，都是你的，直到永远。阿们。”14-15节提及信徒祷告的条件，是赦免别人的过犯：“因为你们若赦免人的过犯，你们的天父也必赦免你们；你们若不赦免人的过犯，你们的父也必不赦免你们的过犯。”

## 影响

### 主祷文
马太福音6章对后世的一个显著的影响，就是其中耶稣示范的祷告，被许多基督徒作为主祷文，在每主日早晨的崇拜中经常加以背诵。但是也有一些基督徒因为在使徒行传和书信中找不到这样实行的先例，认为无需按原文背诵，只需要按照其所启示出的原则，用自己的话祷告即可。